# Innenausbau
Als Innenausbau oder kurz Ausbau werden alle Baumaßnahmen der Gewerke bezeichnet, die nicht zum Rohbau, also zur Erstellung der Gebäudehülle, oder der Haustechnik gehören.

## Umfang des Innenausbaus
Im Wesentlichen sind damit also Ausbauarbeiten in den Innenräumen des Gebäudes gemeint, wie die Herstellung von Fußboden-, Wand- und Deckenbekleidungen. Dabei kann es auch zur Überschneidung von Gewerke kommen, z. B. können Natursteinarbeiten in Innenräumen durchaus vom Unternehmer des Bauhauptgewerks (Rohbau) mit durchgeführt werden.
Typische Ausbau-Gewerke sind:
- Trockenbau als Schlüsselgewerk und häufig zentrale Gewerkeschnittstelle modernisierender Raumgestaltung
- Estrich
- Heizungs- und Sanitärarbeiten
- Klimatisierung und Lüftung
- Oberboden (Teppiche, Parkett, Laminat)
- Treppenbau (z. B. Stahl-Holztreppen)
- Schlosser- und Spenglerarbeiten (z. B. Geländer an Innentreppen)
- Innenputz
- Fliesen
- Natursteinarbeiten (im Gebäude z. B. Fensterbänke, Bodenbeläge)
- Innentüren
- Mal- und Lackierarbeiten
- Stuckateur- oder Gipserarbeiten
- Möbel- und Schreinerarbeiten (z. B. Raumbildender Ausbau)
- Elektroinstallationen (Verlegen von Leitungen, Anschließen der Betriebsmittel, Inbetriebnahme der Installationen)
- Wandverkleidung

## Planung
Die Planung des Innenausbaus wird bei Gebäuden mit durchschnittlichen Anforderungen, wie z. B. Wohnungsbauten, meist vom Hochbau-Architekten erstellt. Für den Innenausbau mit höheren Anforderungen ist insbesondere der Innenarchitekt als Planer zuständig.

## Ausführung
Angesichts der Vielfalt einzusetzender Gewerke kommt der Schnittstellenkoordination im modernen Innenausbau besondere Bedeutung zu. Dies gilt insbesondere im Hinblick auf termingerechte Baufertigstellung bzw. erschwerte Anforderungen im zunehmenden Sanierungsmarkt, d. h. dem „Bauen im Bestand“.
Der Trend zur Gesamtkoordination (und Verantwortung der Leistungen „aus einer Hand“) von Ausbauleistungen durch ein ausführendes Fachunternehmen ist deshalb nachvollziehbar. Über die Gewerkeschnittstelle Trockenbau hinaus tätige Komplettanbieter sind deshalb mehr als alle anderen Ausbaugewerke in der Lage, den kompletten Innenausbau zu koordinieren. Sinnvollerweise bereits in der Planungs- oder Ausschreibungsphase beratend eingebunden, unterstützen sie den Bauherrn, Planer oder Hauptunternehmer im Hinblick auf die moderne Gestaltung und Ausführung des Gebäudeausbaus.

### Immissions- und Arbeitsschutz
Bei Innenausbauarbeiten im „bewohnten Bestand“ ist, besonders wenn sie mit Staub einhergehen, für ausreichenden Staubschutz, z. B. mittels flexibler Staubschutzwände, Sorge zu tragen, zumal bei Arbeiten, wie Fräsen, Schleifen oder Bohren durchaus gesundheitsschädliche Feinstäube freigesetzt werden können. Bei Schimmelpilzsanierungen bestehen ergänzende Vorschriften; so sehen die Handlungsempfehlungen des LGA (Landesgesundheitsamt) Baden-Württemberg explizit die Abschottung von nicht befallenen Räumen oder Raumteilen vor.